# Acacia singula
Acacia singula é uma espécie de leguminosa do gênero Acacia, pertencente à família Fabaceae.